# 维沃赛姆
维沃赛姆（法語：Wiwersheim，发音：[vivəʁsaim]）是法国下莱茵省的一个市镇，属于斯特拉斯堡区和布克斯维莱尔县（Bouxwiller）。该市镇总面积3.29平方公里，2009年时的人口为807人。

## 人口
维沃赛姆人口变化图示